# Drugi rząd Neville’a Chamberlaina

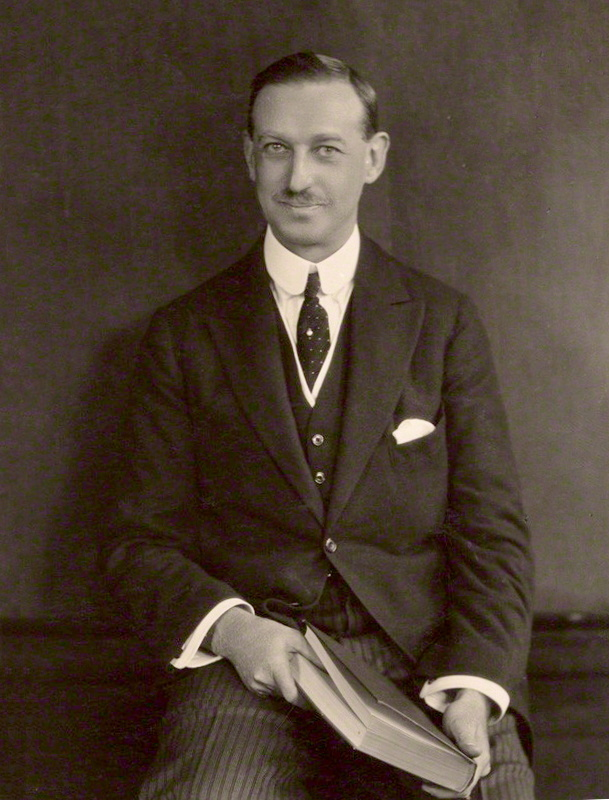
Hrabia Stanhope, lord przewodniczący Rady, przewodniczący Izby Lordów

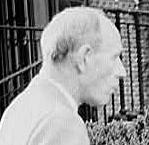
Wicehrabia Halifaksu, minister spraw zagranicznych

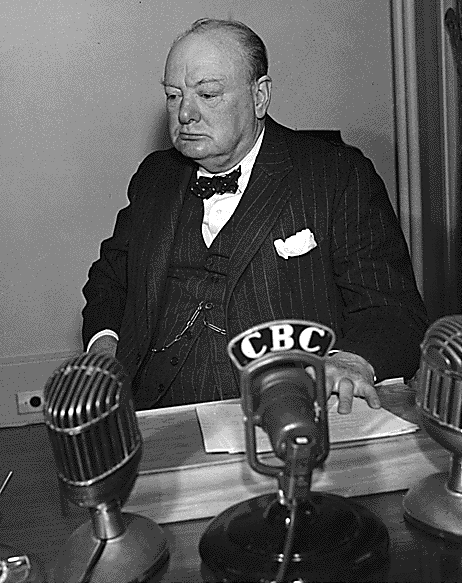
Winston Churchill, pierwszy lord Admiralicji

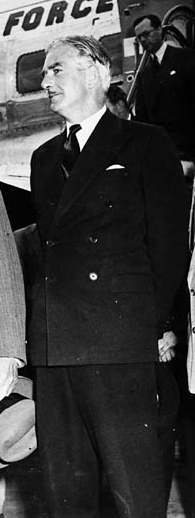
Anthony Eden, minister ds. dominiów

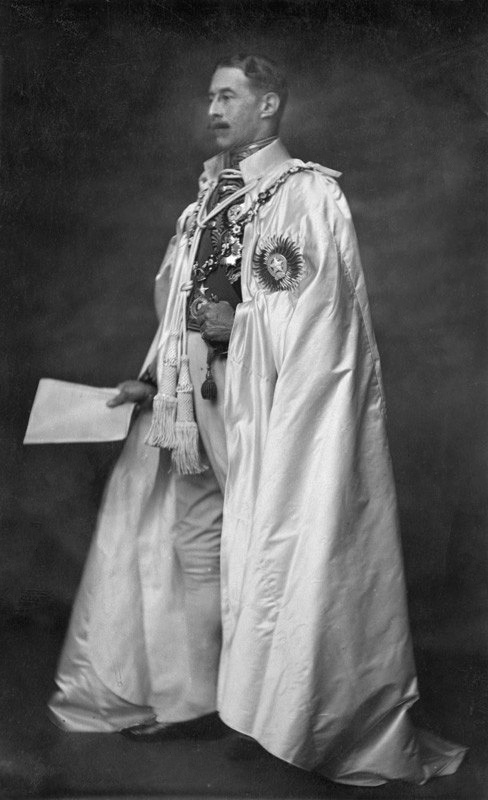
Markiz Zetland, minister ds. Indii i Birmy

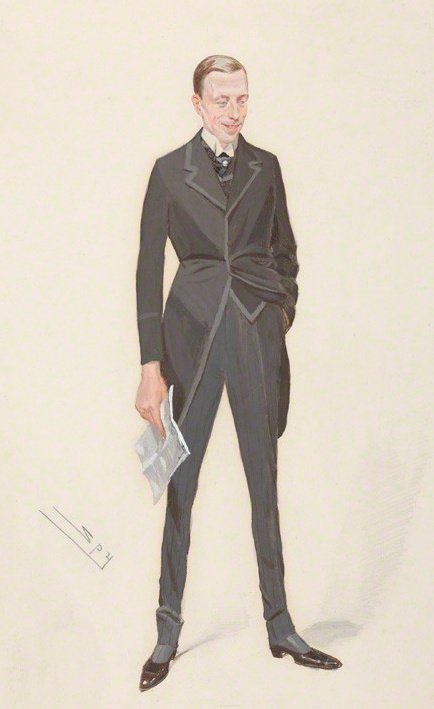
Hrabia Winterton, Paymaster-General

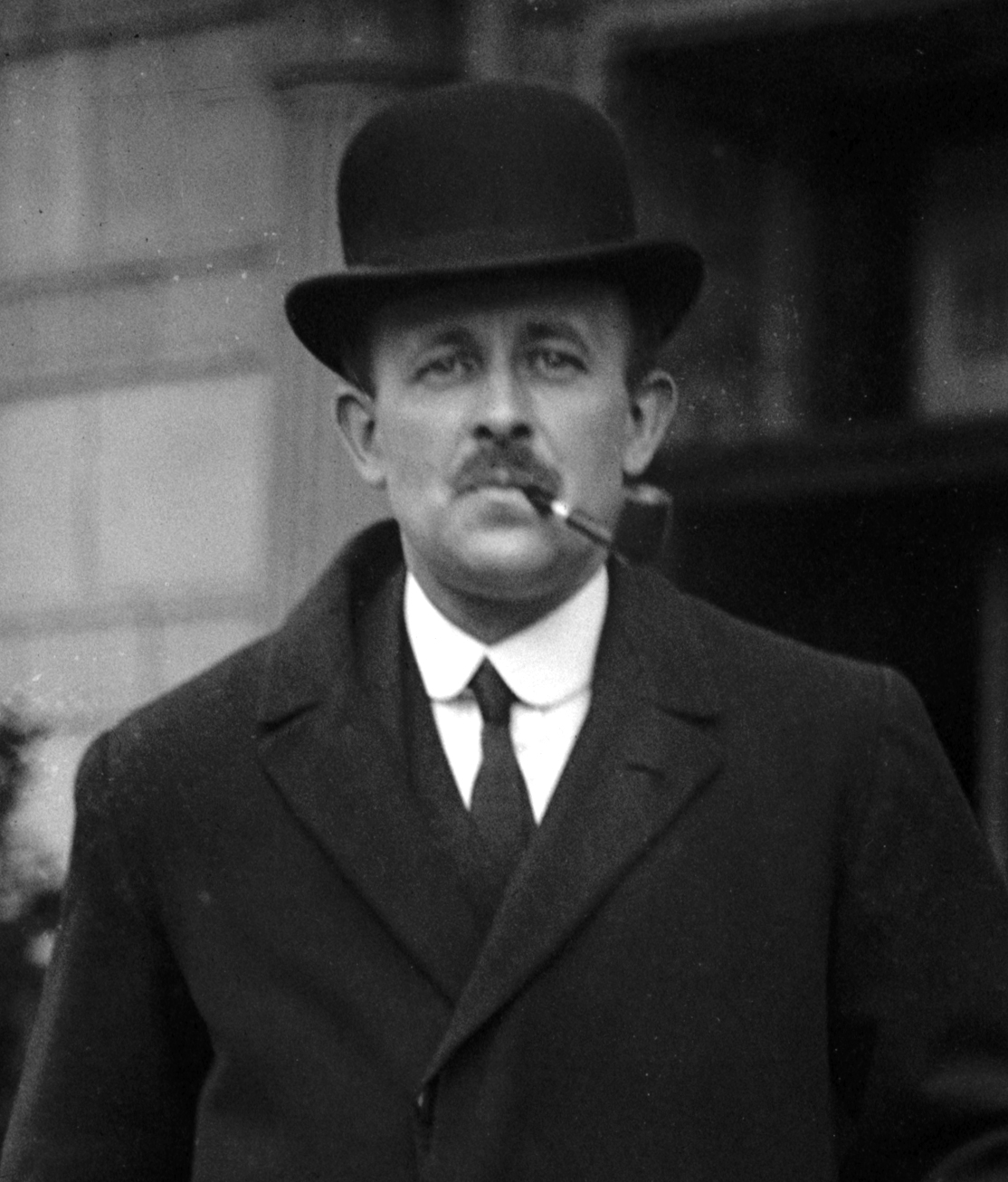
Baron Hankey, minister bez teki

Wojenny rząd Neville’a Chamberlaina powstał 3 września 1939 r. i przetrwał do 10 maja 1940 r.
Członków ścisłego gabinetu wyróżniono tłustym drukiem.

## Skład rządu
| Urząd                                                               | Imię i nazwisko | Kadencja                      |
| ------------------------------------------------------------------- | --- | ----------------------------- |
| Premier Pierwszy lord skarbu Przewodniczący Izby Gmin               | Neville Chamberlain | 1939–1940                     |
|                                                                     | |                               |
| Lord kanclerz                                                       | Thomas Inskip, 1. wicehrabia Caldecote | 1939–1940                     |
| Lord przewodniczący Rady Przewodniczący Izby Lordów                 | James Stanhope, 7. hrabia Stanhope | 1939–1940                     |
| Lord tajnej pieczęci                                                | Samuel Hoare Kingsley Wood | 1939–1940 1940                |
| Kanclerz skarbu                                                     | John Simon | 1939–1940                     |
| Parlamentarny sekretarz skarbu                                      | David Margesson | 1939–1940                     |
| Finansowy sekretarz skarbu                                          | Harry Crookshank | 1939–1940                     |
| Lordowie skarbu                                                     | James Stuart Thomas Dugdale Patrick Munro Stephen Furness Albert Edmondson Patrick Buchan-Hepburn William Boulton                               | 1939–1940 1939 1939–1940 1940 |
| Minister spraw zagranicznych                                        | Edward Wood, 3. wicehrabia Halifaksu | 1939–1940                     |
| Podsekretarz stanu w ministerstwie spraw zagranicznych              | Rab Butler | 1939–1940                     |
| Minister spraw wewnętrznych                                         | John Anderson | 1939–1940                     |
| Podsekretarz stanu w ministerstwie spraw wewnętrznych               | Osbert Peake | 1939–1940                     |
| Minister bezpieczeństwa wewnętrznego                                | Alan Lennox-Boyd William Mabane | 1939 1939–1940                |
| Pierwszy lord Admiralicji                                           | Winston Churchill | 1939–1940                     |
| Parlamentarny i finansowy sekretarz przy Admiralicji                | Geoffrey Hithersay Shakespeare Victor Warrender, 1. baron Bruntisfield                                                                          | 1939–1940 1940                |
| Cywilny lord Admiralicji                                            | Austin Hudson | 1939–1940                     |
| Minister rolnictwa i rybołówstwa                                    | Reginald Dorman-Smith | 1939–1940                     |
| Parlamentarny sekretarz w ministerstwie rolnictwa i rybołówstwa     | Charles Duncombe, 3. hrabia Feversham George Bowyer, 1. baron Denham                                                                            | 1939 1939–1940                |
| Minister lotnictwa                                                  | Kingsley Wood Samuel Hoare | 1939–1940 1940                |
| Podsekretarz stanu w ministerstwie lotnictwa                        | Harold Balfour | 1939–1940                     |
| Minister ds. kolonii                                                | Malcolm MacDonald | 1939–1940                     |
| Podsekretarz stanu w ministerstwie ds. kolonii                      | Basil Hamilton-Temple-Blackwood | 1939–1940                     |
| Minister koordynator obrony                                         | Ernle Chatfield, 1. baron Chatfield | 1939–1940                     |
| Minister ds. dominiów                                               | Anthony Eden | 1939–1940                     |
| Podsekretarz stanu w ministerstwie ds. dominiów                     | Edward Cavendish, 10. książę Devonshire | 1939–1940                     |
| Minister ekonomii wojennej                                          | Ronald Cross | 1939–1940                     |
| Przewodniczący Rady Edukacji                                        | Herbrand Sackville, 9. hrabia De La Warr Herwald Ramsbotham                                                                                     | 1939–1940 1940                |
| Parlamentarny sekretarz przy Radzie Edukacji                        | Kenneth Lindsay | 1939–1940                     |
| Minister żywności                                                   | William Morrison Frederick Marquis, 1. baron Woolton                                                                                            | 1939–1940 1940                |
| Parlamentarny sekretarz w ministerstwie żywności                    | Alan Lennox-Boyd | 1939–1940                     |
| Minister zdrowia                                                    | Walter Elliot | 1939–1940                     |
| Parlamentarny sekretarz w ministerstwie zdrowia                     | Florence Horsbrugh | 1939–1940                     |
| Minister ds. Indii i Birmy                                          | Lawrence Dundas, 2. markiz Zetland | 1939–1940                     |
| Podsekretarz stanu w ministerstwie ds. Indii i Birmy                | Hugh O’Neill | 1939–1940                     |
| Minister informacji                                                 | Hugh Macmillan John Reith | 1939–1940 1940                |
| Parlamentarny sekretarz w ministerstwie informacji                  | Edward Grigg | 1939–1940                     |
| Minister pracy i służby narodowej                                   | Ernest Brown | 1939–1940                     |
| Parlamentarny sekretarz w ministerstwie pracy                       | Ralph Assheton | 1939–1940                     |
| Kanclerz Księstwa Lancaster                                         | William Morrison George Tryon, 1. baron Tryon                                                                                                   | 1939–1940 1940                |
| Paymaster-General                                                   | Edward Turnour, 6. hrabia Winterton | 1939                          |
| Minister emerytur                                                   | Walter Womersley | 1939–1940                     |
| Minister bez teki                                                   | Maurice Hankey, 1. baron Hankey | 1939–1940                     |
| Poczmistrz generalny                                                | George Tryon William Morrison | 1939–1940 1940                |
| Asystent poczmistrza generalnego                                    | Charles Waterhouse | 1939–1940                     |
| Minister ds. Szkocji                                                | John Colville | 1939–1940                     |
| Parlamentarny sekretarz w ministerstwie ds. Szkocji                 | John McEwen | 1939–1940                     |
| Minister ds. budownictwa okrętowego                                 | John Gilmour Robert Hudson | 1939–1940 1940                |
| Parlamentarni sekretarze w ministerstwie ds. budownictwa okrętowego | Arthur Salter | 1939–1940                     |
| Minister zaopatrzenia                                               | Leslie Burgin | 1939–1940                     |
| Parlamentarny sekretarz w ministerstwie zaopatrzenia                | John Llewellin | 1939–1940                     |
| Przewodniczący Zarządu Handlu                                       | Oliver Stanley Andrew Duncan | 1939–1940 1940                |
| Parlamentarny sekretarz przy Zarządzie Handlu                       | Gwilym Lloyd George | 1939–1940                     |
| Sekretarz handlu zamorskiego                                        | Robert Hudson Geoffrey Hithersay Shakespeare | 1939–1940 1940                |
| Sekretarz ds. kopalń                                                | Geoffrey William Lloyd | 1939–1940                     |
| Minister transportu                                                 | Euan Wallace | 1939–1940                     |
| Parlamentarny sekretarz w ministerstwie transportu                  | Robert Bernays | 1939–1940                     |
| Minister wojny                                                      | Leslie Hore-Belisha Oliver Stanley | 1939–1940 1940                |
| Podsekretarz stanu w ministerstwie wojny                            | John Lyttelton, 9. wicehrabia Cobham | 1939–1940                     |
| Finansowy sekretarz w ministerstwie wojny                           | Victor Warrender Edward Grigg | 1939–1940 1940                |
| Minister robót                                                      | Herwald Ramsbotham Herbrand Sackville, 9. hrabia De La Warr                                                                                     | 1939–1940 1940                |
| Prokurator generalny                                                | Donald Somervell | 1939–1940                     |
| Radca generalny Anglii i Walii                                      | Terence O’Connor | 1939–1940                     |
| Lord adwokat                                                        | Thomas Cooper | 1939–1940                     |
| Solicitor General dla Szkocji                                       | James Reid | 1939–1940                     |
| Skarbnik Dworu Królewskiego                                         | Charles Waterhouse Robert Grimston | 1939 1939–1940                |
| Kontroler Dworu Królewskiego                                        | Charles Kerr | 1939–1940                     |
| Wiceszambelan Dworu Królewskiego                                    | Robert Grimston Albert Edmondson | 1939 1939–1940                |
| Kapitan Gentelmen-at-Arms                                           | George Bingham, 5. hrabia Lucan | 1939–1940                     |
| Kapitan Ochotników Gwardii                                          | Arthur Chichester, 4. baron Templemore | 1939–1940                     |
| Lord-in-waiting                                                     | Hugh Fortescue, 5. hrabia Fortescue Frederick Smith, 2. hrabia Birkenhead Rowland Hood, 3. wicehrabia Bridport Robert Grosvenor, 5. baron Ebury | 1939–1940                     |